# Virginia Slims of Arizona
Il Virginia Slims of Arizona è stato un torneo femminile di tennis che si disputava a Phoenix negli USA su campi in cemento.

## Albo d'oro

### Singolare
| Anno        | Campionessa         | Finalista            | Punteggio     |
| ----------- | ------------------- | -------------------- | ------------- |
| 1971        | Billie Jean King    | Rosie Casals         | 7-5, 6-1      |
| 1972        | Billie Jean King    | Margaret Smith Court | 7-6, 6-3      |
| 1973        | Billie Jean King    | Nancy Richey         | 6-1, 6-3      |
| 1974        | Virginia Wade       | Helen Gourlay        | 6-1, 6-2      |
| 1975        | Nancy Richey        | Virginia Wade        | 4-6, 7-5, 6-4 |
| 1976        | Chris Evert         | Dianne Fromholtz     | 6-1, 7-5      |
| 1977        | Billie Jean King    | Wendy Turnbull       | 1-6, 6-1, 6-0 |
| 1978        | Martina Navrátilová | Tracy Austin         | 6-4, 6-2      |
| 1979        | Martina Navrátilová | Chris Evert          | 6-1, 6-3      |
| 1980        | Regina Maršíková    | Wendy Turnbull       | 7-6, 7-6      |
| 1980        | Regina Maršíková    | Wendy Turnbull       | 7-6, 7-6      |
| 1981 - 1985 | non disputato       | non disputato        | non disputato |
| 1986        | Beth Herr           | Ann Henricksson      | 6–0, 3–6, 7–5 |
| 1987        | Anne White          | Dianne Balestrat     | 6–1, 6–2      |
| 1988        | Manuela Maleeva     | Dianne van Rensburg  | 6–3, 4–6, 6–2 |
| 1989        | Conchita Martínez   | Elise Burgin         | 3–6, 6–4, 6–2 |
| 1990        | Conchita Martínez   | Marianne Werdel      | 7–5, 6–1      |
| 1991        | Sabine Appelmans    | Chanda Rubin         | 7–5, 6–1      |

### Doppio
| Anno        | Campionesse                            | Finalista                          | Punteggio     |
| ----------- | -------------------------------------- | ---------------------------------- | ------------- |
| 1971        | Rosie Casals / Billie Jean King        | Judy Tegart / Françoise Dürr       | 6-3, 6-2      |
| 1972        | Rosie Casals / Wendy Overton           | Françoise Dürr / Betty Stöve       | 6-4, 6-3      |
| 1973        | Kerry Harris / Kerry Reid              | Rosie Casals / Billie Jean King    | 6-4, 6-4      |
| 1974        | Françoise Dürr / Betty Stöve           | Mona Schallau / Pam Teeguarden     | 6-3, 5-7, 6-3 |
| 1975        | Françoise Dürr / Betty Stöve           | Rosie Casals / Martina Navrátilová | 6-7, 6-4, 6-0 |
| 1976        | Billie Jean King / Betty Stöve         | Linky Boshoff / Ilana Kloss        | 6-2, 6-1      |
| 1977        | Billie Jean King / Martina Navrátilová | Helen Gourlay / Joanne Russell     | 6-1, 7-5      |
| 1978        | Tracy Austin / Betty Stöve             | Martina Navrátilová / Anne Smith   | 6-4, 6-7, 6-2 |
| 1979        | Betty Stöve / Wendy Turnbull           | Rosie Casals / Chris Evert         | 6-4, 7-6      |
| 1980        | Pam Shriver / Paula Smith              | Ann Kiyomura / Candy Reynolds      | 6-0, 6-4      |
| 1981 - 1985 | non disputato                          | non disputato                      | non disputato |
| 1986        | Susan Mascarin / Betsy Nagelsen        | Linda Gates / Alycia Moulton       | 6–3, 5–7, 6–4 |
| 1987        | Penny Barg / Beth Herr                 | Mary Lou Daniels / Anne White      | 2–6, 6–2, 7–6 |
| 1988        | Elise Burgin / Rosalyn Fairbank        | Beth Herr / Terry Phelps           | 6–7, 7–6, 7–6 |
| 1989        | Penny Barg / Peanut Louie-Harper       | Elise Burgin / Rosalyn Fairbank    | 7–6, 7–6      |
| 1990        | Elise Burgin / Helen Kelesi            | Sandy Collins / Ronni Reis         | 6–4, 6–2      |
| 1991        | Peanut Louie-Harper / Cammy MacGregor  | Sandy Collins / Elna Reinach       | 7–5, 3–6, 6–3 |